# Ню Йорк Рейнджърс
Ню Йорк Рейнджърс е отбор от НХЛ Основан в Ню Йорк. Състезава се в източната конференция, атлантическа дивизия.

## Факти
Основан: 1925
Цветове: синьо, червено и бяло
Арена: Медисън Скуер Гардън IV(капацитет 18 200 души)
Предишни арени: Медисън Скуер Гардън III (1926 – 1968)
Дизайн на логото: значка с надпис Ню Йорк на върха и диагонален надпис Рейнджърс в средата.
Носители на купа Стенли: 1928, 1933, 1940, 1994
Финалисти за купа Стенли: 1929, 1932, 1937, 1950, 1972, 1979
Един от оригиналните шест отбора, заедно с Монреал Канейдиънс, Чикаго Блекхоукс, Торонто Мейпъл Лийвс, Детройт Ред Уингс и Бостън Бруинс